# Meudon (Vannes)
Pour les articles homonymes, voir Meudon (homonymie).

Meudon est un village qui se situe sur le territoire de la commune de Vannes, chef-lieu du département du Morbihan en Bretagne (France).

## Description
Le village de Meudon est un écart isolé, situé au nord-est de Vannes entre la route nationale 166 au nord et la route nationale 165 et la route départementale 104 au sud. L'espace entre ces axes de communication, et situé sur le territoire de la commune de Vannes, est très peu urbanisé. Le territoire du village et son espace environnant est particulièrement boisé.
Meudon est construit sur un axe Est-Ouest. La partie la plus ancienne est située à l'est du village et est composée d'anciennes fermes modèles, réhabilitées en habitations. L'ensemble est construit autour d'une croix monolithique située au centre d'un carrefour. Au centre du village se trouve le château de Meudon, une demeure de style Renaissance, construit au milieu du XIXe siècle. Un écart se trouve à l'ouest du château. Un enclos situé au sud-est du village est un jardin potager, toujours utilisé.

## Histoire

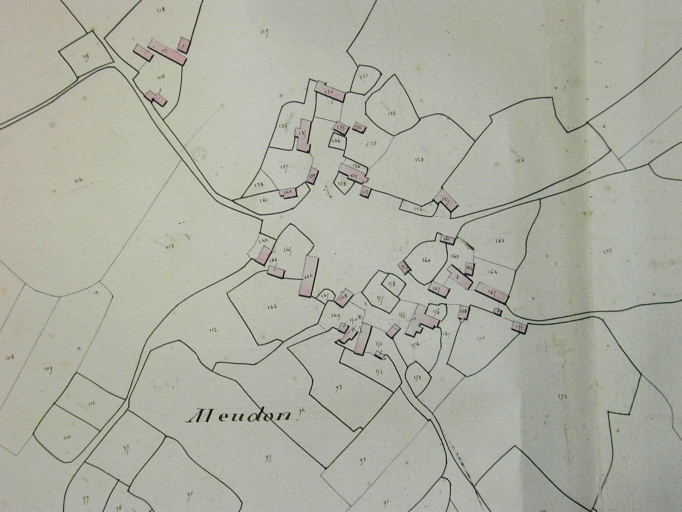
Plan cadastral de 1844

Meudon appartient initialement à la paroisse de Saint-Nolff et est construit à proximité d'un manoir médiéval aujourd'hui disparu. Le manoir est le siège d'une seigneurie, propriété en 1426 d'Olivier de Boisgezel. Au cours du XVIIIe siècle, la famille de Lantivy en devient propriétaire. En 1847, la construction du château de Meudon par Edmond, vicomte de Lantivy du Rest, provoque la reprise ou reconstruction d'un grand nombre de fermes dans le dernier quart du XIXe siècle.

### Rattachement à Vannes
Au XIXe siècle, le village de Meudon, dépendant de la commune de Saint-Nolff, est situé à plus de 6 kilomètres du bourg communal et à moins de 4 kilomètres du centre-ville de la commune voisine de Vannes. En 1863, les habitants de Meudon demandèrent au préfet du Morbihan le rattachement de leur village à Vannes pour des raisons essentiellement pratiques. L'appartenance de Meudon à la commune de Saint-Nolff est problématique : les voies de communication vers Vannes sont faciles à emprunter alors que celles vers Saint-Nolff posent des difficultés, de plus la commune faisant partie du canton d'Elven, de nombreuses institutions et administration (Justice de paix, bureau de poste...) se trouvent à plus de 12 kilomètres du village de Meudon. La commune de Vannes étant le chef-lieu du canton de Vannes-Est, il est plus facile pour les habitants du village de rejoindre la préfecture morbihannaise que d'effectuer la route jusqu'à Elven. On peut également noter qu'à cette époque, l'activité du village est essentiellement tournée vers Vannes : les habitants vendent leurs produits sur le marché vannetais et envoient leurs enfants dans des écoles vannetaises. En octobre 1863, l'évêque de Vannes va même jusqu'à annexer le village à la paroisse Saint-Patern de Vannes afin de faciliter la pratique du culte. 
La demande de rattachement est favorablement accueillie par le conseil municipal de Vannes qui émet un avis positif en 1863 et de nouveau en 1865. Au contraire, le conseil municipal de Saint-Nolff et le conseil d'arrondissement, par peur de voir d'autres villages de la commune demander eux aussi le rattachement à Vannes, s'opposent à ce rattachement. Après étude des exposés et après avoir vérifié que l'annexion à Vannes n'aurait pu causer de dommage à la commune de Saint-Nolff, le projet de loi relatif à l'annexion du village par la commune de Vannes fut délibéré et adopté le 8 mars 1866 par le conseil d'État. Le village compte alors 60 habitants pour une superficie de 217 hectares.

## Patrimoine
- Château de Meudon, demeure de style Renaissance construit en 1847.
- Chapelle établie dans un ancien colombier.
- Croix monolithique du XVIIe siècle.
- Fermes réhabilités.

La découverte d'ateliers de poterie d'époque mérovingienne atteste son ancienneté.

### Sources
- Projets de lois et rapports, Annales du Sénat et du Corps législatif, Volumes 3-4, 1866, Volume 3, p. 12. en ligne.